# Charles Biddle
Pour les articles homonymes, voir Biddle.
Charles (Charlie) Biddle, né le 28 juillet 1926 à Philadelphie (Pennsylvanie) et mort le 4 février 2003 à Montréal, est un contrebassiste de jazz canadien.

## Biographie
Charles Biddle, vétéran de la Seconde Guerre mondiale, vit mal la ségrégation raciale dans l'armée américaine. Révolté contre le racisme qui sévit à Philadelphie, sa ville natale, il décide de quitter son pays.
En 1948, à l'âge de 22 ans, il déménage à Montréal où il entreprend de faire connaître le jazz à l'aide de tournées à travers la province avec son groupe nouvellement formé. Vendeur d'automobiles le jour, il joue de la musique la nuit, offrant des spectacles dans plusieurs cabarets montréalais dont le café St-Michel. En 1955, il épouse Constance, une Québécoise francophone.
En 1958, il fonde une boîte de jazz dans le Vieux-Montréal avec le guitariste Nelson Symonds : le Black Bottom.
Durant les années 1950 il accompagne plusieurs musiciens de jazz dans les clubs et cabarets montréalais dont les pianistes Sadik Hakim, Alfie Wade, Collie Ramsey, Milt Sealey et Stan Patrick.
À l'occasion de l'Expo 67, le contrebassiste joue au Pavillon de la jeunesse au côté de John Coltrane, Thad Jones et Pepper Adams.
En 1981, Charles Biddle fonde à Montréal le Biddle's Jazz and Ribs, un club qui accueille les musiciens de passage à Montréal et devient synonyme de jazz pour tout le Québec. Il y dirige régulièrement des trios, dont ont fait partie notamment Oliver Jones, Wray Downes et John Ballantyne.
Ardent défenseur du jazz, Charles Biddle organise des festivals consacrés aux musiciens locaux en 1979 et 1983. Ce n'est qu'au cours des années 1980 qu'il enregistre ses premiers albums, sur étiquette Justin Time, dont certains sont captés en direct au Biddle's Jazz and Ribs.
Il a joué devant Nelson Mandela, la reine Élisabeth II et participé à plusieurs festivals de jazz internationaux. Il a obtenu trois distinctions d’importance : le prix Oscar-Peterson, le prix Calixa-Lavallée et l’Ordre du Canada.
Il apparait dans le film Mon voisin le tueur (2000), réalisé par Jonathan Lynn, avec Bruce Willis, Matthew Perry et Rosanna Arquette. Son trio accompagne également sa propre fille Stéphanie dans le générique de fin.
Il meurt d'un cancer en février 2003.

## Prix Charles-Biddle
L'organisme à but non lucratif Culture pour tous, financé par le ministère de la Culture et des Communications, octroie annuellement le prix Charles-Biddle, pour souligner l’apport exceptionnel de personnes ayant immigré au Québec et dont l’engagement personnel ou professionnel contribue au développement culturel et artistique du Québec.

## Sources
- Québec info Musique
- Bilan du siècle